# 侯穎桁
侯穎桁（英語：Silver Hau Wing Hang），香港電影編劇，所涉足的電影題材廣泛。

## 背景
侯穎桁畢業於香港知專設計學院 電影編劇及電視撰稿⾼級⽂憑課程 。未正式畢業已獲黃真真及鄭丹瑞邀請，參與電影 《分手說愛你》 編劇工作。 
其後正式入行，除了電影劇本外，亦有參與電視劇和廣告創作。

## 編劇作品

##### 電影
- 《分手說愛你》 (2010年)
- 《抱抱俏佳人》 (2010年)
- 《傾城之淚》 (2011年)
- 《被偷走的那五年》 (2013年)
- 《閨蜜》 (2014年)
- 《分手100次》 (2014年)
- 《破風 (電影)》 (2015年)
- 《消失的愛人》 (2015年)
- 《小男人周记之吾家有喜》 (2017年)
- 《閏蜜2》 (2018年)

##### 其他
- 《性敢中環》 (2019年，現於Netflix上架的連續劇)

## 外部連結
- 侯穎桁個人檔案(香港電影編劇家協會Hong Kong Screenwriters' Guild)